# La vaca ciega
La vaca cega es un poema escrito en catalán en 1893 por Joan Maragall donde éste explica los movimientos de una vaca, ciega de un tiro de piedra de un niño de Can Covil de San Juan de las Abadesas, Gerona. Casi la personifica, y le da un aire de noble tragedia y de fatalidad, construido en un clima de elementos morales y líricos. 
En una carta a su amigo Josep Soler i Miquel que incluye el poema, Maragall lo describe como flor de salud ociosa. 
Según el estudioso de la obra de Maragall, Arthur Terry, lo que quiere decir es que sólo en un estado de salud, de equilibrio físico y mental, una persona es capaz de sentir compasión. 
Su reacción de la visión del espectáculo del animal llega a transmitir algo de la fuerza vitalizadora que viene de la compasión.
Fue traducida al castellano por Miguel de Unamuno y el dibujante Junceda hizo una recreación pictórica.

## Poema
En los troncos topando de cabeza, 

hacia el agua avanzando vagorosa, 

del todo sola va la vaca. Es ciega. 

De una pedrada harto certera un ojo 

le ha deshecho el boyero, y en el otro 

se le ha puesto una tela. La vaca es ciega. 

Va a abrevarse a la fuente que solía, 

mas no cual otras veces con firmeza, 

ni con sus compañeras, sino sola. 

Sus hermanas por lomas y cañadas, 

por silencio de prados y riberas, 

hacen sonar la esquila mientras pastan 

hierba fresca al azar. Ella caería. 

Topa de morro en la gastada pila, 

afrentada se arredra, pero torna, 

dobla la frente al agua y bebe en calma. 

Poco y casi sin sed; después levanta 

al cielo enorme la testuz cornuda 

con gesto de tragedia; parpadea 

sobre las muertas niñas, y se vuelve, 

bajo el ardiente sol, de lumbre huérfana, 

por sendas que no olvida, vacilando, 

blandiendo en languidez la larga cola. 
(Poesies, 1895)